# Charles Auguste Fraikin

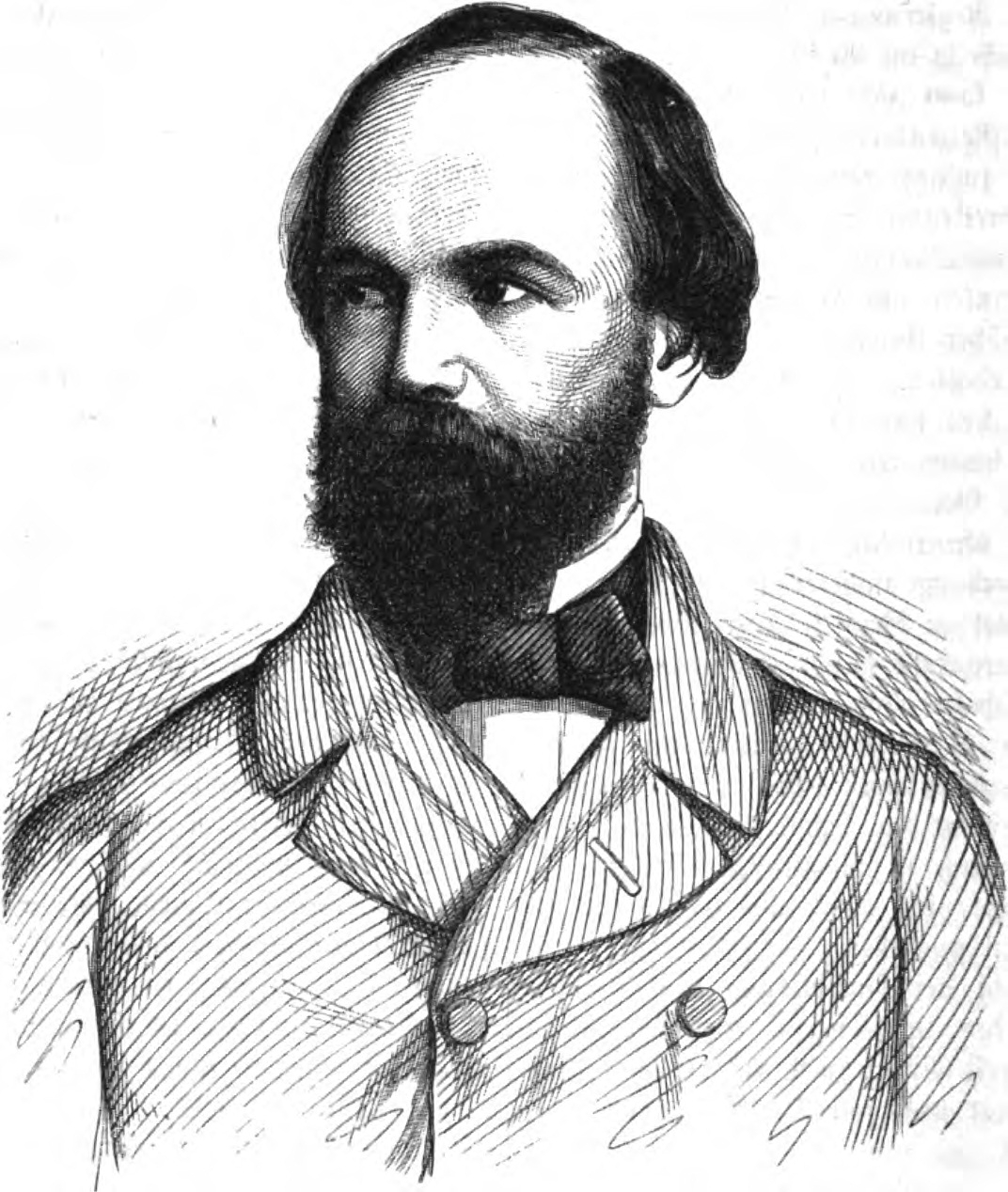
Charles Auguste Fraikin, 1860.

Charles Auguste Fraikin (* 14. Juni 1817 in Herentals; † 22. November 1893 in Schaerbeek) war ein belgischer, neoklassischer Bildhauer.

## Leben
Im Alter von zwölf Jahren nahm Fraikin Zeichenunterricht in der Königlichen Akademie der Schönen Künste in Antwerpen. Als er dreizehn war, starb sein Vater und er wählte deshalb eine praktische Ausbildung, indem er Apotheker wurde. Fraikin arbeitete in der Apotheke des Schwagers von François-Joseph Navez, der Maler und Direktor der Brüsseler Akademie war. Dieser entdeckte sein Talent und bestärkte ihn, sich wiederholt der Kunst zu widmen und seine Kenntnisse zu vertiefen.
Bereits bei seiner ersten Ausstellung, gewann Fraikin 1839 eine goldene Medaille für sein Bildnis L’amour captif. Marmorkopien dieses Werkes wurden später im Königlichen Museum der Schönen Künste und in der Hermitage ausgestellt.
Anlässlich einer nationalen Ausstellung, die 1845 in Brüssel stattfand, wurde Fraikin vom belgischen Königshaus gefördert, was ihm neue Aufträge brachte. Beispielsweise schuf er ein Bildnis König Leopolds.
Neben seiner Tätigkeit als Bildhauer war er auch Konservator der Abteilung Skulpturen im Königlichen Museum der Schönen Künste und empfing mehrere Auszeichnungen, so wurde er u. a. Ritter der Ehrenlegion und 1847 Mitglied der Académie royale des Sciences, des Lettres et des Beaux-Arts de Belgique.
Fraikin schuf viele klassizistische, später auch romantische Werke. Sein bekanntestes ist der Brunnen der Grafen von Egmont und von Horne in Brüssel.

Werke
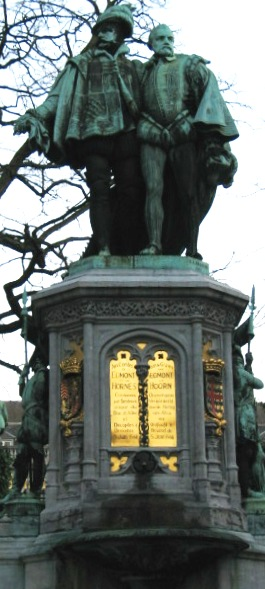
Brunnen der Grafen von Egmont und von Horne in Brüssel
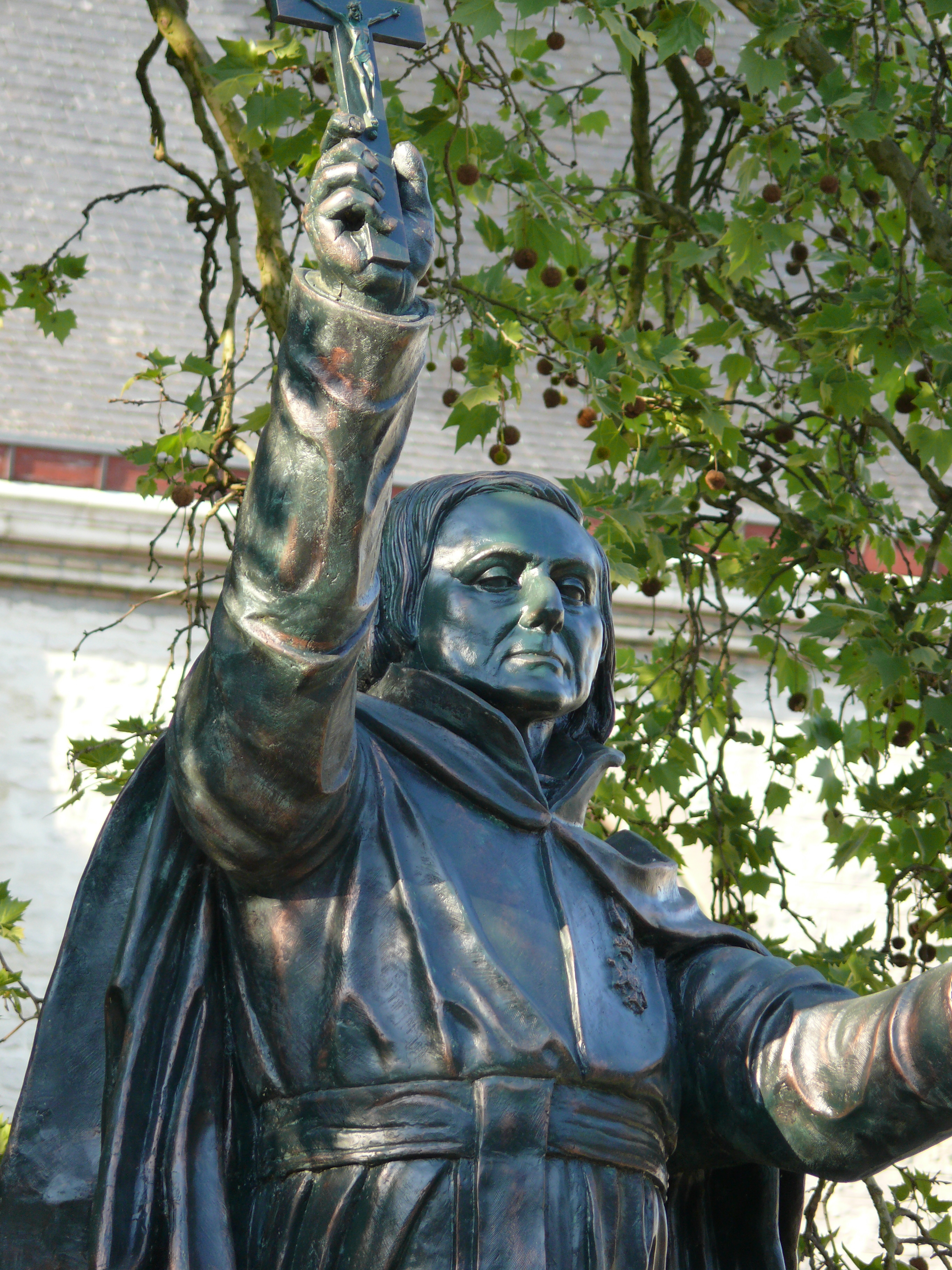
Statue von Pieter-Jan de Smet in Dendermonde
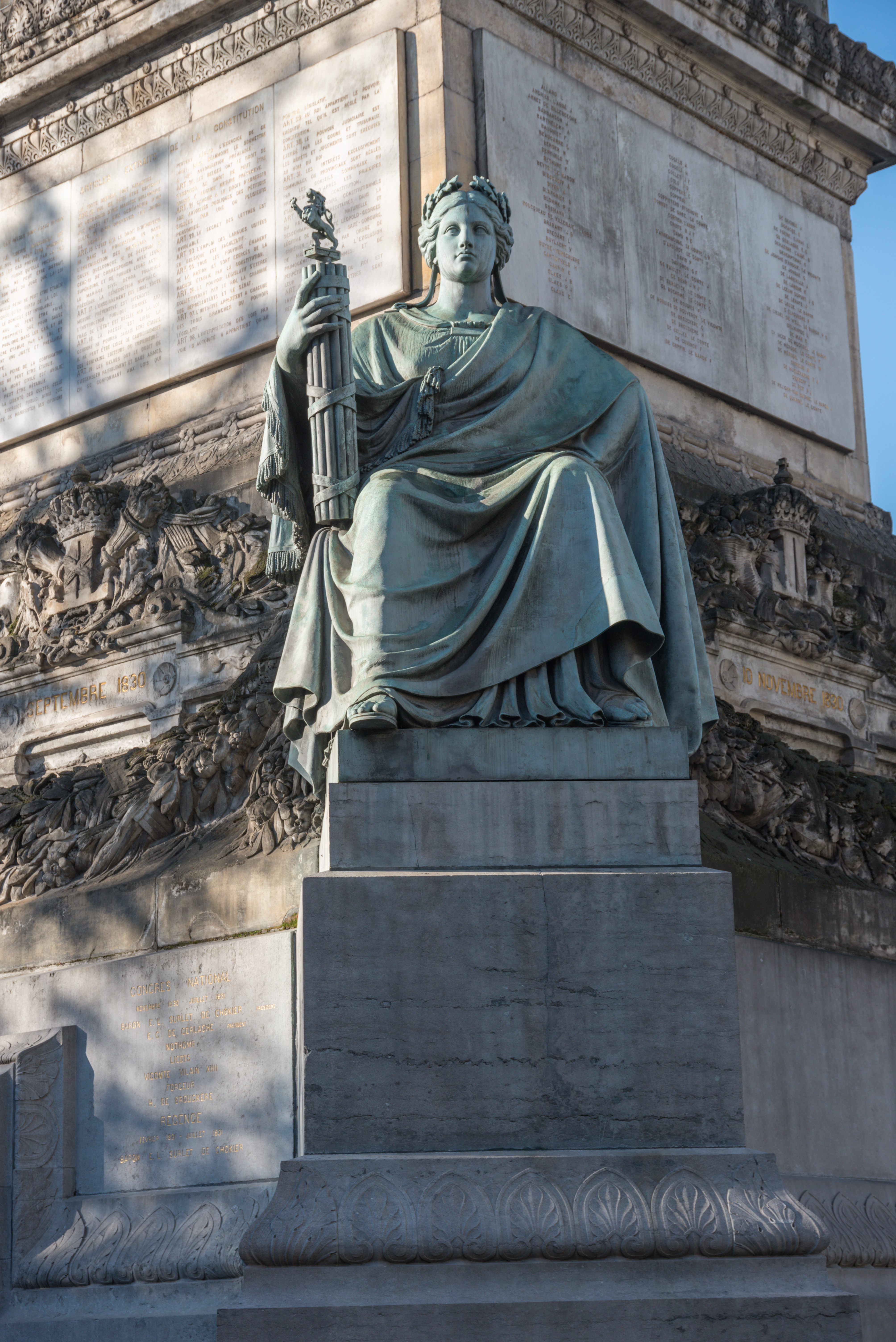
Versammlungsfreiheit am Fuße der Kongress-Säule in Brüssel
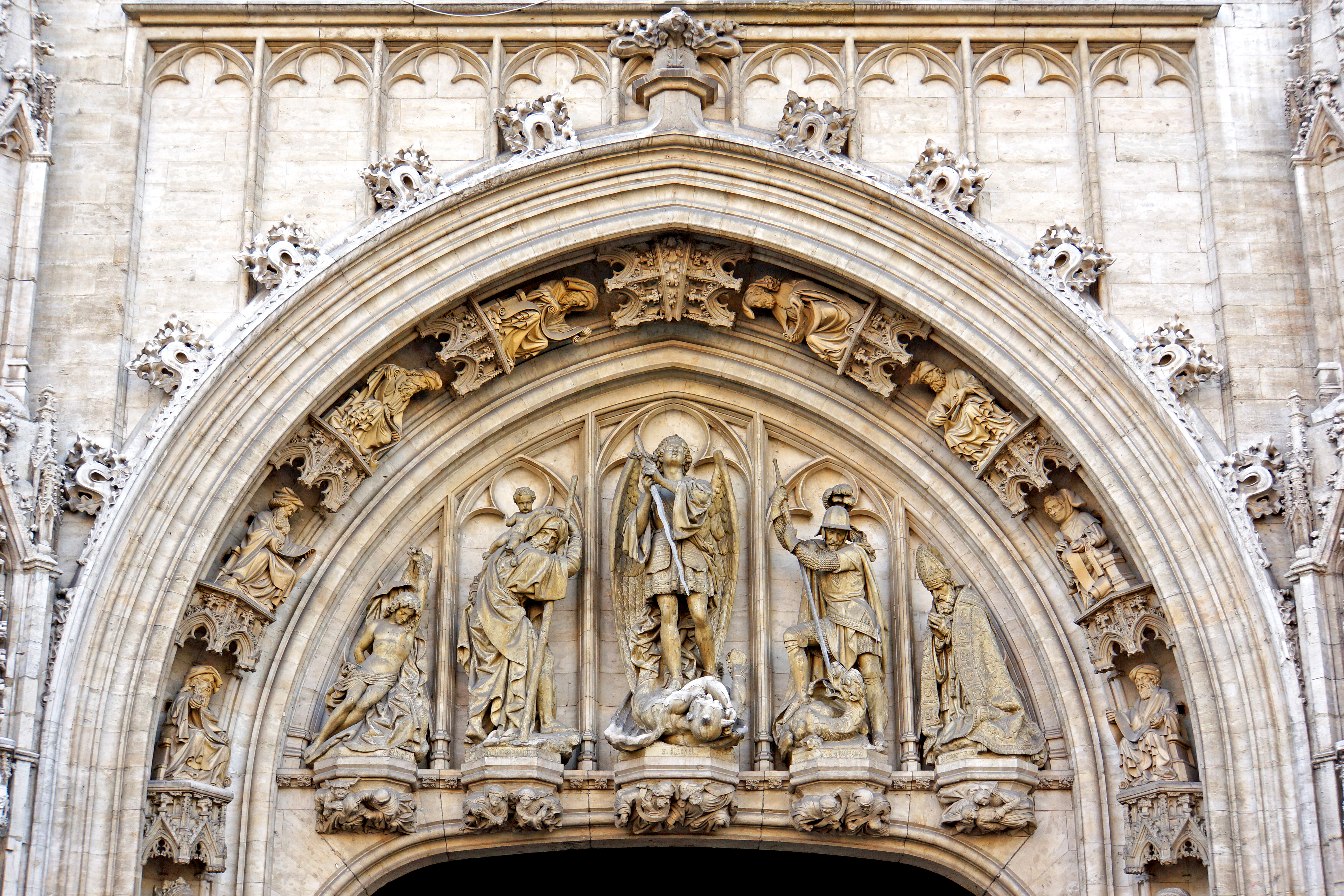
Eingang Rathaus in Brüssel
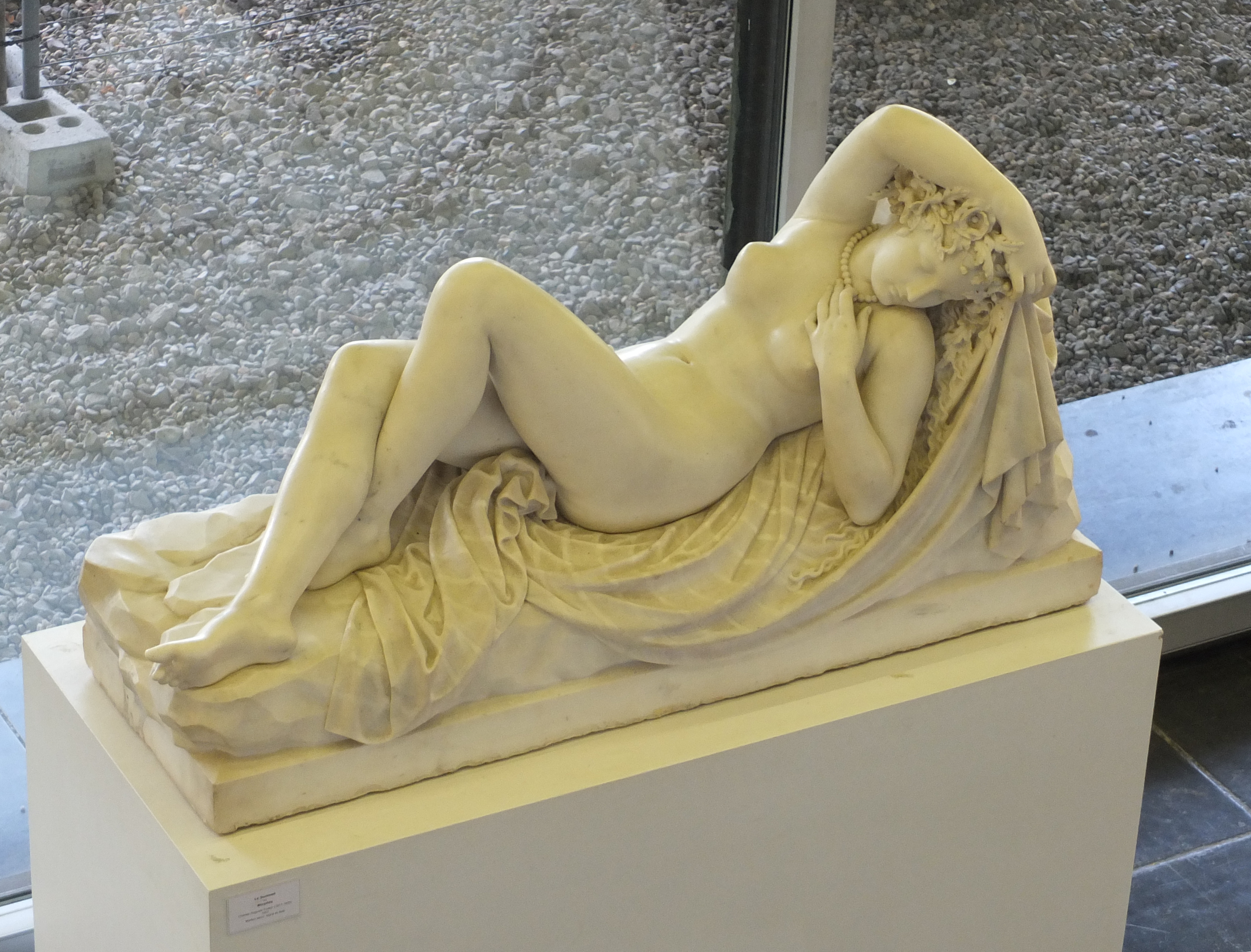
Le Sommeil ou Morphée im Musée royal de Mariemont in der belgischen Provinz Hennegau